# RTP Música
 (avril 2014).
RTP Música est le nom de la future chaîne de télévision musicale de la Radio-télévision du Portugal. La chaîne aura une programmation composée à 100 % d'artistes issus de la lusophonie, du Portugal comme des PALOP.
Initialement prévu pour le 7 mars 2011 pour les 54 ans de la Radio-télévision du Portugal, le lancement de cette chaîne a été reporté sine die. En effet, la RTP connait actuellement un plan de restructuration en vue de faire des économies.
Le coût de RTP Música a été évalué à un montant de l'ordre d'1,3 million d'euros.
La future chaîne sera exclusivement diffusée sur les réseaux de télévision payante portugaise. Une diffusion par internet semblerait prévue.

## Contenu et programmation
Les clips musicaux seront le pilier principal de la programmation de RTP Música.
Il est prévu en outre que la future chaîne diffuse 3 heures de musique en direct en studio, une émission de concerts, des talks-shows, et des rencontres avec les artistes.
La découverte de nouveaux talents est l'une des missions de RTP Música.